# Escola de Viticultura Mercè Rossell i Domènech
L'Escola de Viticultura i Enologia Mercè Rossell i Domènech és un centre fundat l'any 1987 a la propietat d'Espiells, en el terme de Sant Sadurní d'Anoia, mitjançant un acord entre la propietat, l'Ajuntament i la Diputació de Barcelona. Actualment l'escola està adscrita a l'Institut Català de la Vinya i el Vi del Departament d'Agricultura, Ramaderia, Pesca, Alimentació i Medi Natural de la Generalitat de Catalunya.